# Frederic Bartlett
Frederic Charles Bartlett (20. října 1886 Stow-on-the-Wold – 30. září 1969 Cambridge) byl anglický psycholog a první profesor experimentální psychologie na Cambridgeské univerzitě. Byl jedním z předchůdců kognitivní psychologie, průlomové byly jeho experimenty v oblasti zapamatování (zejm. kniha Remembering z roku 1932). Věnoval se i teorii kultury, sociální psychologii, antropologii, filozofii a sociologii (zejm. Psychology and Primitive Culture, 1923). Odmítl přitom koncept "primitivní mysli" Luciena Lévy-Bruhla. V závěru života se více věnoval psychologii pohybu, díky čemuž dnes Britská ergonomická společnost uděluje medaili, jež nese jeho jméno. V roce 1932 se stal členem Královské společnosti. V roce 1950 se stal prezidentem Britské psychologické společnosti.